# Chocolat (couleur)
Pour les articles homonymes, voir Chocolat (homonymie).

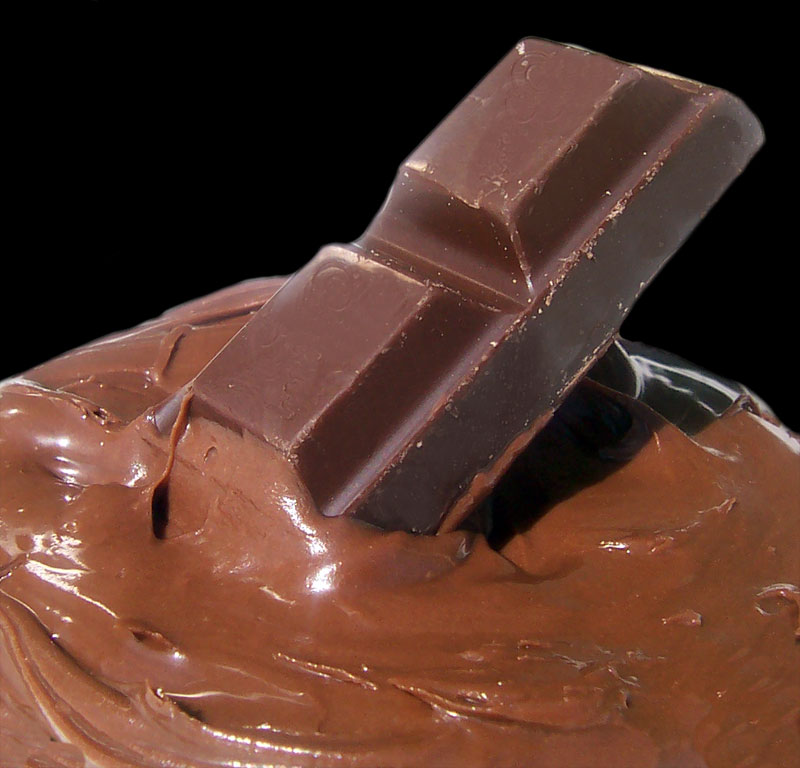
Couleur du chocolat.

Le nom de couleur chocolat, en usage dans la mode et la décoration, désigne un marron, d'après la couleur du chocolat.
Le nuancier RAL indique RAL 8017 brun chocolat.
Dans les nuanciers commerciaux, on trouve en peinture pour la décoration Chocolat ; en encre pour les arts graphiques 063 Chocolat ; en fil à broder 433 chocolat.

## Couleur du web
Les logiciels X11, HTML, SVG et CSS définissent un mot-clé « chocolate », qui appelle le code de couleur informatique #D2691E.

## Histoire
Le nom de couleur « chocolat » est attesté en 1802 dans une publication scientifique.
Au XIXe siècle, Michel-Eugène Chevreul a entrepris de repérer les couleurs entre elles et par rapport aux raies de Fraunhofer. Il cite la couleur du chocolat en tablette parmi les « noms de couleur le plus fréquemment usités dans la conversation et dans les livres » et la cote 5 orangé 18,5 ton.
Le Répertoire de couleurs, publié en 1905 par la Société des chrysanthémistes présente quatre tons Chocolat, « couleur ordinaire du chocolat en tablettes », et indique la couleur chocolat foncé comme un synonyme de son Brun caroube, mais aussi de Café grillé, brûlé, du Grenat foncé de Ripolin (RC2, p. 342).